# Sitticus relictarius
Sitticus relictarius là một loài nhện trong họ Salticidae.
Loài này thuộc chi Sitticus. Sitticus relictarius được Dmitri Viktorovich Logunov miêu tả năm 1998.